# Cugung Lalang
Cugung Lalang is een bestuurslaag in het regentschap Kepahiang van de provincie Bengkulu, Indonesië. Cugung Lalang telt 321 inwoners (volkstelling 2010).